# OVNIs nazistas

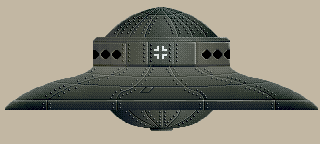
Reprodução artística de um Haunebu, similar aos veículos supostamente fotografados por George Adamski, Reinhold Schmidt, Howard Menger e Stephen Darbishire.

OVNIs nazistas, ou em alemão Haunebu, Hauneburg-Geräte, ou ainda Reichsflugscheiben, são aviões avançados ou até mesmo naves espaciais que supostamente foram desenvolvidos pelo III Reich. Essas tecnologias não aparecem apenas na ficção, mas também em vários textos históricos revisionistas.
Costumam aparecer em conexão com o misticismo nazi, uma ideologia que supõe a possibilidade do ressurgimento do nazismo por meios sobrenaturais ou paranormais.
No fim dos anos 1940, a equipe do Projeto Sign, da força aérea americana considerou seriamente a possibilidade de que os OVNIs poderiam ter sido aviões fabricados secretamente pela URSS baseados em projetos dos Irmãos Horten.